# 富士見町漆窪
富士見町漆窪（ふじみまちうるくぼ）は、群馬県前橋市の地名。旧富士見村時代は、住所で勢多郡富士見村大字漆窪の地域である。また、前橋市合併後は粕川町と同じように村名の富士見村が富士見町となり、そのあと大字名がつくため前橋市富士見町○○となる。面積は0.82km2(2013年現在)。郵便番号は371-0113。

## 地理
赤城山南西の裾野部に位置している。
群馬用水が地域の中央を西から東に流れ、細ヶ沢川が地域の東端を東から南に流れている。

## 歴史
江戸時代頃からある地名であり、嘉吉年間頃から永禄年間までは長尾氏領、天正18年から嘉永12年までは平岩主計頭親吉領、嘉永12年からは前橋藩領だった。

### 年表
- 1889年 市町村制が施行され、漆窪村は近隣13村と合併し南勢多郡富士見村ができる。そのため群馬県南勢多郡富士見村大字漆窪となる。
- 1896年 郡統合（東群馬郡と南勢多郡の統合）により勢多郡に所属し勢多郡富士見村大字漆窪となる。
- 2009年 富士見村が前橋市へ編入合併したため、群馬県前橋市富士見町漆窪となる。
- 2017年5月12日 当町の全域が区域となっている、前橋・赤城地域がチッタスロー国際連盟に加盟する[6]。

## 世帯数と人口
2017年（平成29年）8月31日現在の世帯数と人口は以下の通りである。
| 町丁         | 世帯数  | 人口  |
| ------------ | ------- | ----- |
| 富士見町漆窪 | 111世帯 | 334人 |

## 小・中学校の学区
市立小・中学校に通う場合、学区は以下の通りとなる。
| 番地 | 小学校             | 中学校               |
| ---- | ------------------ | -------------------- |
| 全域 | 前橋市立石井小学校 | 前橋市立富士見中学校 |

## 交通

### 鉄道
町内に鉄道駅はない。

### バス
関越交通が運行を行っているデマンドバス方式のるんるんバスがある。

### 道路
国道、県道ともに通っていないが、近隣に国道353号が通っている。

## 施設
- 漆窪公民館
- 仏教美術資料展示館
- 長桂寺

## 避難所
当町が避難対象区域となった場合、隣接する富士見町田島にある前橋市立富士見中学校に避難する。